# Kyselina methylmalonová
Kyselina methylmalonová je chemická sloučenina ze skupiny dikarboxylových kyselin. Skládá se ze základní struktury kyseliny malonové a nese také methylovou skupinu. Soli kyseliny methylmalonové se nazývají methylmalonáty.

## Metabolismus

Dráha metabolismu propionátu s kyselinou methylmalonovou jako vedlejším produktem.

Kyselina methylmalonová je vedlejším produktem metabolismu propionátu. Výchozí zdroje jsou následující, v závorkách jsou uvedeny přibližné podíly na metabolismu propionátu v celém těle:
- esenciální aminokyseliny: methionin, valin, threonin a isoleucin[3] (~ 50 %)[2]
- mastné kyseliny s lichým řetězcem[3] (~ 30 %)[2]
- kyselina propionová z bakteriální fermentace[3] (~ 20 %)[2]
- postranní řetězec cholesterolu[3]
- thymin[4]

Derivát propionátu, propionyl-CoA, se přeměňuje na D-methylmalonyl-CoA pomocí propionyl-CoA karboxylázy a poté na L-methylmalonyl-CoA pomocí methylmalonyl-CoA epimerázy. Vstup do citrátového cyklu probíhá přeměnou L-methylmalonyl-CoA na sukcinyl-CoA pomocí L-methylmalonyl-CoA mutázy, přičemž jako koenzym je nutný vitamin B12 ve formě adenosylkobalaminu. Tato cesta degradace propionyl-CoA na sukcinyl-CoA představuje jednu z nejdůležitějších anaplerotických cest citrátového cyklu. Kyselina methylmalonová vzniká jako vedlejší produkt této metabolické cesty, když je D-methylmalonyl-CoA štěpen na kyselinu methylmalonovou a CoA pomocí D-methylmalonyl-CoA hydrolázy. Za přeměnu kyseliny methylmalonové a CoA na methylmalonyl-CoA je zase zodpovědný enzym acyl-CoA syntetáza člen rodiny 3 (acyl-CoA synthetase family member 3, ACSF3).
Intracelulární esterázy jsou schopny odstranit methylovou skupinu (-CH3) z kyseliny methylmalonové, a tím vytvořit kyselinu malonovou.

## Klinický význam

### Nedostatek vitaminu B12
Zvýšená hladina kyseliny methylmalonové může ukazovat na nedostatek vitaminu B12. Test je vysoce citlivý (osoby s nedostatkem vitaminu B12 mají téměř vždy zvýšenou hladinu), ale není příliš specifický (osoby, které nemají nedostatek vitaminu B12, mohou mít zvýšenou hladinu také). Kyselina methylmalonová je zvýšená u 90-98 % pacientů s nedostatkem vitaminu B12. Má nižší specifičnost, protože 20-25 % pacientů starších 70 let má zvýšenou hladinu kyseliny methylmalonové, ale 25-33 % z nich nemá nedostatek vitaminu B12. Z tohoto důvodu se vyšetření hladiny kyseliny methylmalonové u starších osob rutinně nedoporučuje.

### Metabolická onemocnění
Nadbytek je spojen s metylmalonovou acidémií.
Pokud je zvýšená hladina kyseliny methylmalonové doprovázena zvýšenou hladinou kyseliny malonové, může to znamenat metabolické onemocnění kombinovanou acidurii malonovou a methylmalonovou (CMAMMA). Výpočtem poměru kyseliny malonové a methylmalonové v krevní plazmě lze CMAMMA odlišit od klasické methylmalonové acidémie.

### Rakovina
Kromě toho je hromadění kyseliny methylmalonové v krvi s věkem spojeno s progresí nádorů v roce 2020.

### Bakteriální přerůstání v tenkém střevě
Přemnožení bakterií v tenkém střevě může také vést ke zvýšené hladině kyseliny methylmalonové v důsledku konkurence bakterií v procesu vstřebávání vitaminu B12. To platí pro vitamin B12 z potravy a perorální suplementaci a lze to obejít injekcemi vitaminu B12. Na základě případových studií pacientů se syndromem krátkého střeva se také předpokládá, že přemnožení střevních bakterií vede ke zvýšené produkci kyseliny propionové, která je prekurzorem kyseliny methylmalonové. Bylo prokázáno, že v těchto případech se hladina kyseliny methylmalonové vrátila k normálu při podávání metronidazolu.

## Měření
Koncentrace kyseliny methylmalonové v krvi se měří pomocí plynové chromatografie s hmotnostní spektrometrií nebo kapalinové chromatografie s hmotnostní spektrometrií a očekávané hodnoty kyseliny methylmalonové u zdravých lidí se pohybují mezi 73 a 271 nmol/l.